# Radiologia i diagnostyka obrazowa

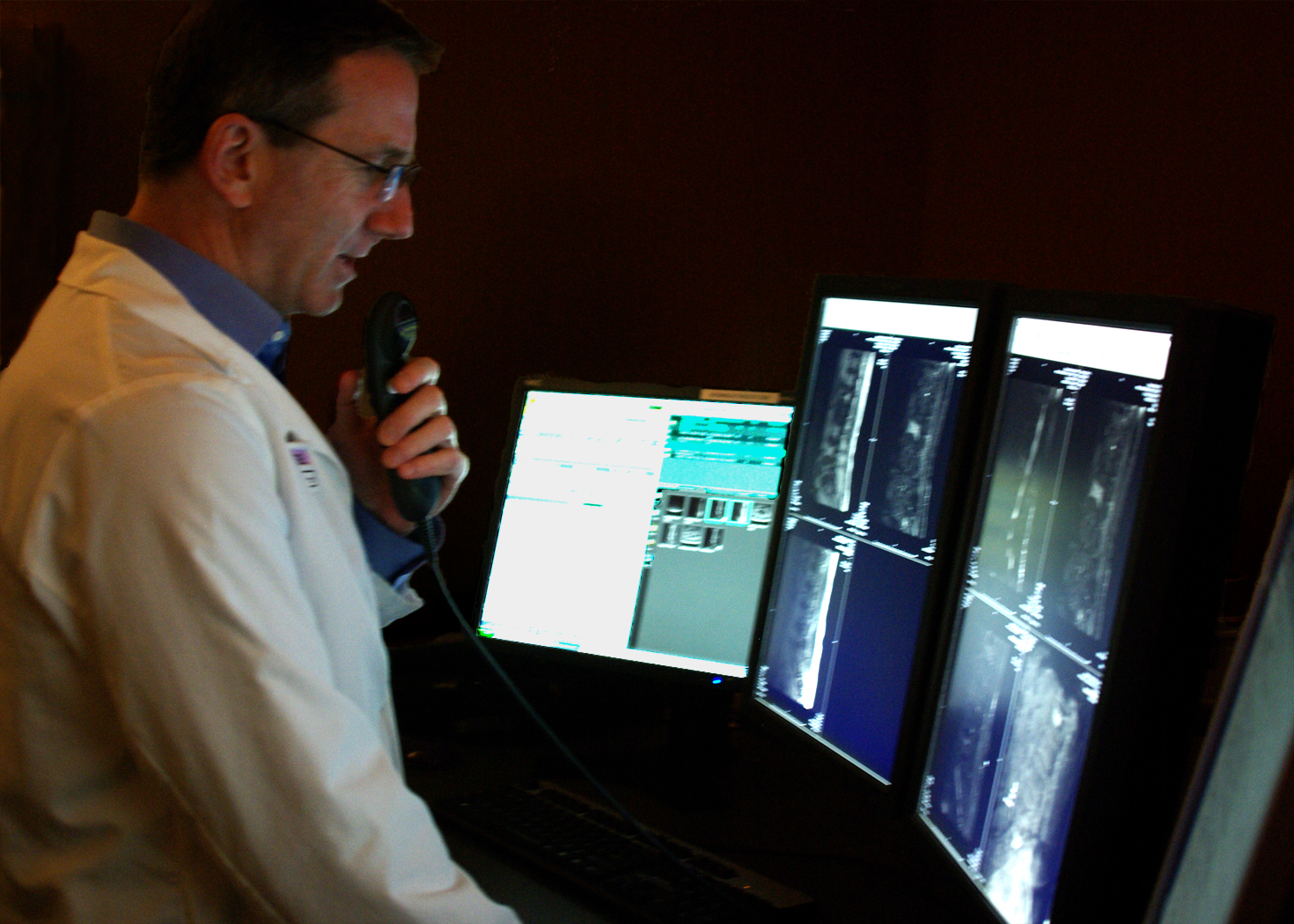
Radiolog interpretuje obrazy z wykorzystaniem cyfrowej linii diagnostycznej. San Diego, Kalifornia 2010 r.

Radiologia i diagnostyka obrazowa – dziedzina medycyny oraz jedna ze specjalizacji lekarskich, zajmująca się interpretacją wyników obrazowania ciała człowieka, uzyskanych przy użyciu technik elektroradiologii, wykorzystujących promieniowanie rentgenowskie (tradycyjna rentgenografia, tomografia komputerowa, angiografia), zmiany pola magnetycznego – tomografia magnetycznego rezonansu jądrowego oraz ultradźwięki (ultrasonografia). Z wyjątkiem ostatniej z nich (stosowanej osobiście przez lekarza), obraz uzyskany przez elektroradiologa musi zostać jeszcze zinterpretowany przez lekarza radiologa, na podstawie czego powstaje dokładny opis zdjęcia ze wszystkimi spostrzeżeniami oraz diagnozą.
Obecnie rozwija się również radiologia zabiegowa (interwencyjna, inwazyjna), której przedmiotem jest dokonywanie małoinwazyjnych zabiegów leczniczych np. angioplastyki, obliteracji guzów, celowanego podawania leków.
W Polsce konsultantem krajowym w tej dziedzinie jest od 3 kwietnia 2017 prof. dr hab. Jerzy Walecki.

## Historia

### Świat
Początki radiologii związane są z odkryciem promieniowania rentgenowskiego przez Wilhelma Roentgena 8 listopada 1895 roku. Fizyk badał przezroczystość różnych przedmiotów w stosunku do promieniowania z wykorzystaniem rury Crookesa. Z początku fotografował metalowe druty oraz odważniki w pudełku, do historii jednak przeszło zdjęcie ręki żony Roentgena na którym widać cień pierścienia. 
W niespełna dwa lata od odkrycia promieni X zaczęto je stosować do prześwietleń ludzkiego ciała (głównie diagnostyka złamań kości oraz chorób płuc), a później również do leczenia niektórych nowotworów (radioterapia megawoltowa). Sama radioterapia do dziś jest stosowana do leczenia oraz łagodzenia części objawów chorób nowotworowych.

### Polska

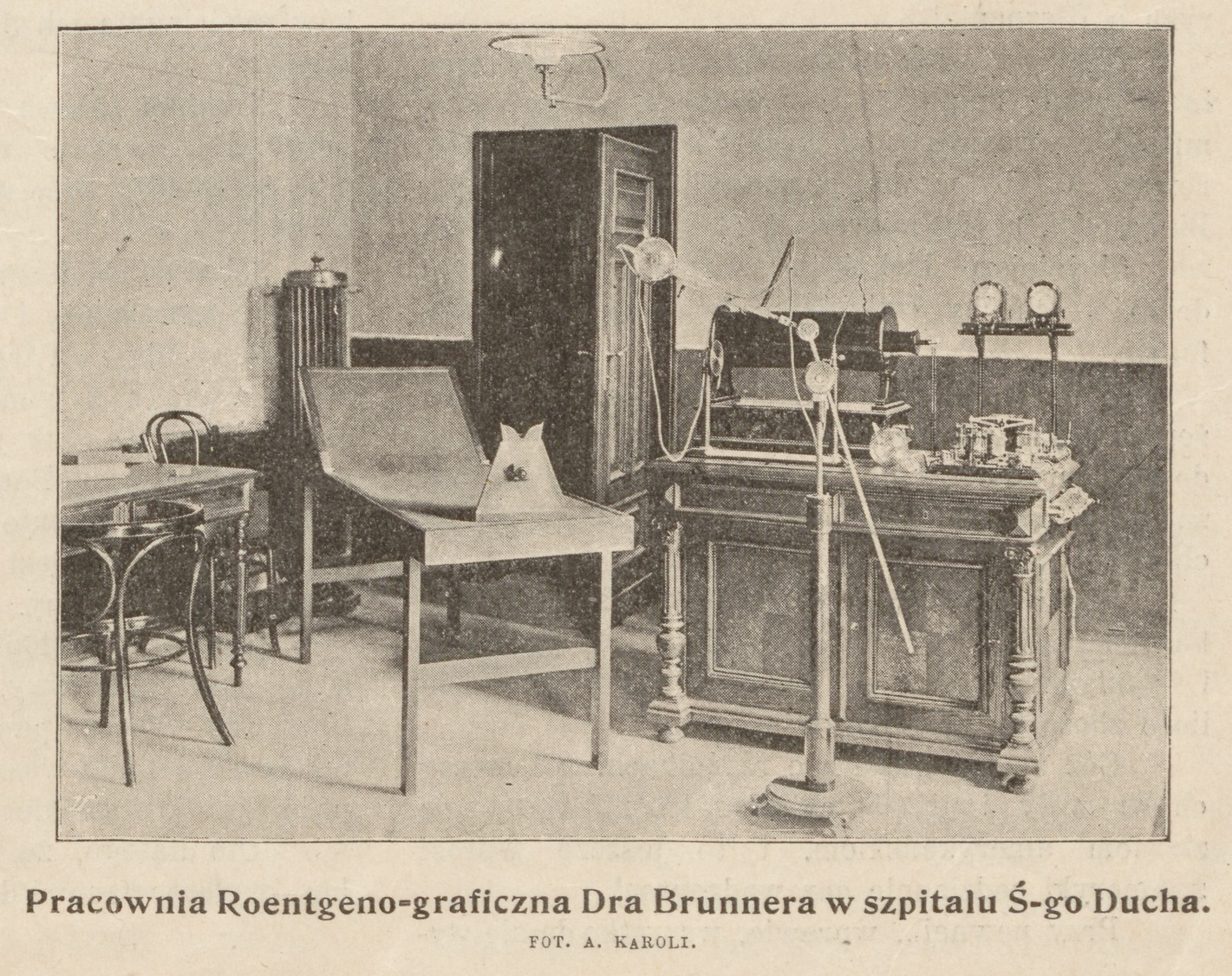
Jedna z pierwszych pracowni rentgenograficznych w Polsce, w szpitalu Świętego Ducha w Warszawie w roku 1898

W czasie największych odkryć Wilhelma Roentgena Polska znajdowała się pod zaborami. Mimo to informacje o promieniach X dotarły bardzo szybko. Początkowo wzbudzały one wiele niepewności, jednak już wkrótce i w Polsce rozpoczęły się badania nad promieniowaniem Roentgena. Jednym z pionierów był profesor Karol Olszewski, który za pomocą rurki Plückera wykonał eksperymentalne zdjęcia przedmiotów, a w szczególności brązowy przycisk do papieru, oraz pierwsze polskie zdjęcie ludzkiej części ciała. Niespełna miesiąc później wraz ze swoim asystentem wykonał pierwsze zdjęcie ze wskazań klinicznych na którym zdiagnozowano zwichnięcie stawu łokciowego. Pierwszy polski naukowy artykuł z zakresu radiologii został opublikowany przez chirurga prof. Alfreda Obalińskiego, gdzie opisano pierwsze badanie kliniczne (zdjęcie RTG stawu łokciowego profesora Olszewskiego).
W tym samym czasie w Davos (Szwajcaria) Polak Adam Władysław Alexander Rzewuski wykonał udane zdjęcia RTG ludzkiego ciała.
W pionierskim okresie polskiej radiologii ważną postacią był Mikołaj Brunner z Warszawy. Miał on znakomite przygotowanie lekarskie jak i w zakresie fizyki, szczególnie dotyczące elektryczności. W badaniach eksperymentalnych miał możliwość używania takich samych lamp Crookesa jak Roentgen. Już pod koniec stycznia 1896 r. otworzył prywatną pracownie rentgenowską, która służyła również chorym szpitali warszawskich.
W okresie I wojny światowej Maria Skłodowska-Curie zorganizowała we Francji specjalne samochody ciężarowe z aparaturą rentgenowską, tzw. „małe Curie” (w lipcu 1916, jako jedna z pierwszych kobiet, uzyskała prawo jazdy na ciężarówki, by móc te samochody prowadzić). Marii towarzyszyli lekarze wojskowi i Irène, która razem z matką szkoliła elektroradiologów.

## Obrazowanie
Obrazowanie medyczne to sposób przedstawienia w formie obrazów wszelkich zmian zachodzących w ciele człowieka, daje wgląd do wnętrza ludzkiego organizmu bez konieczności przeprowadzania operacji chirurgicznej. Obrazy otrzymane w ten sposób wykorzystywane są do celów badawczych, diagnostycznych, terapeutycznych lub edukacyjnych. 

### Zastosowania
Główne zastosowania obrazowania to:
- wizualizacja – badanie schorzenia przez odszumianie, wzmacnianie krawędzi, wizualizację czy wyostrzanie rozmytych krawędzi obrazów
- analiza ilościowa – zbieranie oraz obliczanie mierzalnych parametrów związanych z badanym organem pacjenta
- lokalizowanie – odnajdywanie uszkodzeń, urazów lub zmian patologicznych
- badania przesiewowe – wyselekcjonowanie z dużej populacji obrazów, które należy przeznaczyć do dalszej analizy

Do lat pięćdziesiątych XX wieku radiologią nazywano trzy działy wykorzystujące promieniowanie jonizujące w diagnostyce oraz terapeutyce. Były to: rentgenodiagnostyka, radioterapia oraz medycyna nuklearna. Z biegiem czasu dwie ostatnie dziedziny oddzieliły się tworząc nowe gałęzie nauk medycznych i przyczyniając się tym samym do powstania współczesnej definicji radiologii, która jest nierozerwalnie związana z obrazowaniem medycznym. Jednak diagnostyka obrazowa już nie posługuje się tylko promieniowaniem jonizującym, ale także rezonansem magnetycznym czy ultradźwiękami. Zajmuje się ona badaniem stanu ludzkiego organizmu oraz monitorowaniem zjawisk fizjologicznych w nim zachodzących. Jej znaczenie we współczesnej medycynie jest zarówno poznawcze jak i praktyczne. Stanowi ona jeden z podstawowych działów diagnostyki medycznej. Uważa się, że badania obrazowe umożliwiają ustalenie rozpoznania w ponad 50%, a w 30% mają znaczenie pomocnicze.

### Zmiany patologiczne obserwowane za pomocą diagnostyki obrazowej
- ropnie
- torbiele
- obszary niedokrwienia i martwicy
- obrzęk
- wady wrodzone narządów wewnętrznych (np. agenezja, hipoplazja)

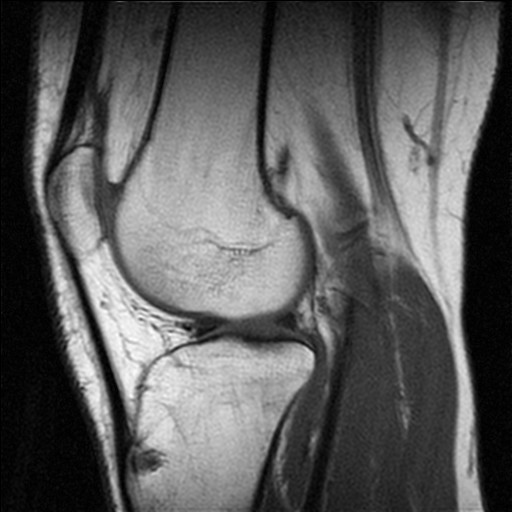
Ludzkie kolano widziane w zapisie MRI (ang. magnetic resonance imaging)

- zmiany zanikowe i zwyrodnieniowe
- zmiany o typie nowotworowym

## Metody obrazowania w radiologii i diagnostyce obrazowej

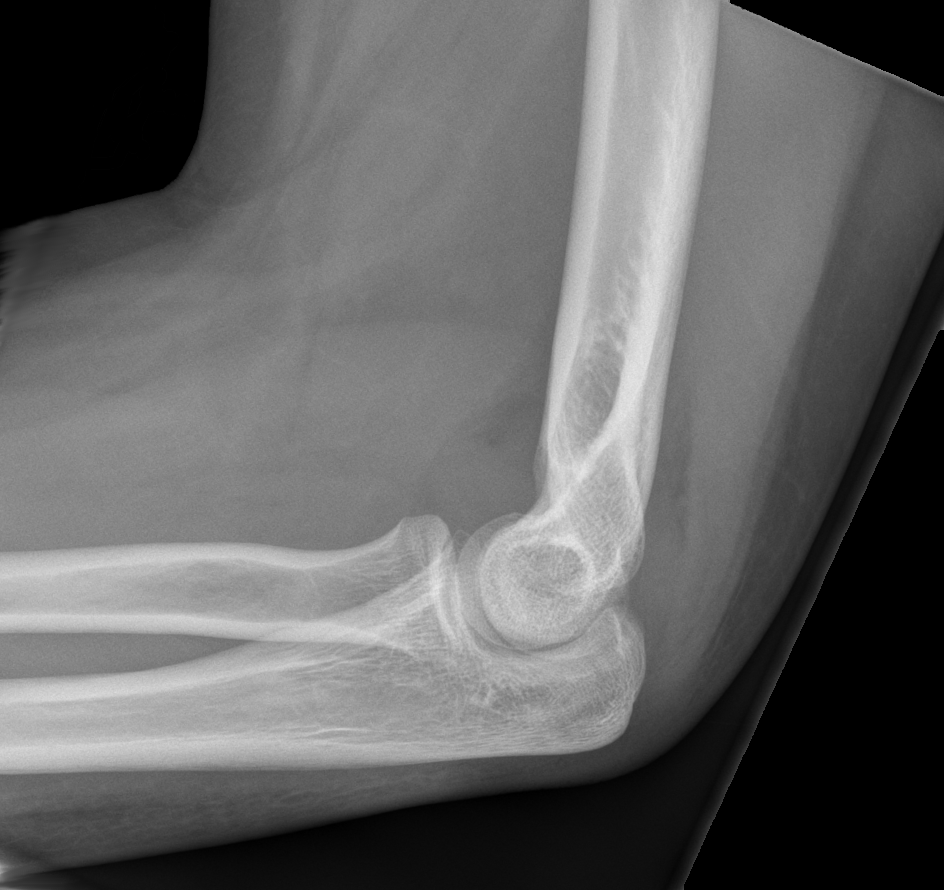
Zdjęcie RTG ludzkiego łokcia

Diagnostyka za pomocą obrazowania radiologicznego jest podstawową formą diagnozowania w dzisiejszych czasach. Wykorzystywana jest w każdym etapie leczenia chorego – od rozpoznania samej choroby, poprzez postępy w czasie leczenia, aż po wykrywanie powikłań. Należy jednak pamiętać, że niesie za sobą również niebezpieczeństwo w postaci promieniowania.

### Rentgenografia (RTG)
Najpowszechniej stosowana technika obrazowania struktur anatomicznych wykorzystująca promieniowanie Roentgena. Głównym jej zastosowaniem jest diagnozowanie układu kostnego człowieka. 
Wykorzystuje różnice w pochłanianiu wiązek promieni X przez różne tkanki. Otrzymany w ten sposób obraz jest obrazem sumacyjnym, co oznacza, że jest sumą cieni wielu różnych narządów nakładających się na siebie na drodze strumieni promieniowania. Informacja tak uzyskana często bywa niewystarczająca, ponieważ nie niesie informacji o konkretnych tkankach. Rozwiązaniem tego problemu jest wykonanie serii zdjęć pod różnym kątem, co pozwala na zobrazowanie budowy analizowanego narządu.

### Tomografia komputerowa (CT)
W latach 70 XX wieku Sir Godfrey Newbold Hounsfield wraz z Allanem McLeodem Cormackiem stworzył tomograf komputerowy, który na podstawie serii zdjęć radiologicznych wykonanych z różnych kierunków, z wykorzystaniem odwrotnej transformaty Fouriera tworzył rekonstrukcję badanego narządu. Obecne tomografy komputerowe wykorzystują odwrotną transformatę Radona, oraz filtrowania w dziedzinie częstotliwości przy użyciu transformaty Fouriera.
Podobnie jak rentgenografia tomografia komputerowa wykorzystuje zjawisko przenikalności przez tkanki ludzkiego ciała promieniowania rentgena. W przeciwieństwie jednak do lampy w klasycznym aparacie RTG, lampa tomografu jest ruchoma. Lampa ta porusza się ruchem okrężnym wzdłuż pacjenta wykonując zdjęcia przekrojowe badanych struktur w odstępach od 2 do 10 milimetrów (w zależności profilu badania). Badanie tomografem komputerowym służy ogólnej ocenie struktur anatomicznych człowieka oraz weryfikacji wszelkich nieprawidłowości pracy ludzkiego organizmu. Tomografia stanowi w dzisiejszych czasach jedno z podstawowych badań obrazowych.

### Angiografia

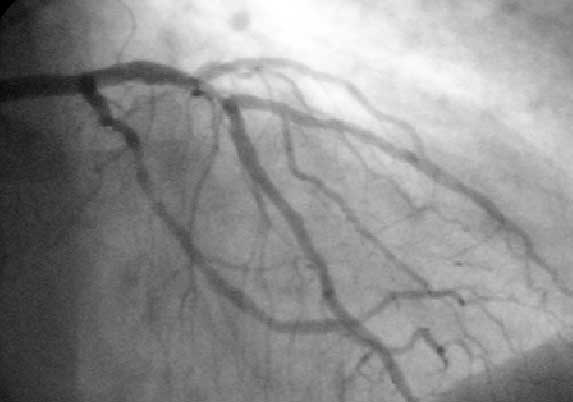
Angiogram naczyń wieńcowych (koronarografia)

Badanie diagnostyczne, którego celem jest zobrazowanie naczyń krwionośnych ze szczególnym naciskiem na uwidocznienie ich światła. Stosowane jest również w diagnostyce chorób serca. Badanie to wymaga podania nieszkodliwego środka cieniującego (kontrastu), który pozwala na uwidocznienie wybranych cech narządu. W badaniu wykorzystuje się więc zjawisko pochłaniania promieniowania rentgenowskiego przez środek cieniujący. Następnie wykonywane jest zdjęcie rentgenowskie (aktualnie przy niektórych badaniach wykonuje się serie zdjęć), na którym środek kontrastujący uwidacznia zwężenia i wszelkie zmiany naczyń krwionośnych.
Czasem angiografię wykonuje się w przypadku choroby nowotworowej, aby uwidocznić unaczynienie guza.

### Ultrasonografia

Badanie USG ludzkiego serca

Trójwymiarowe przedstawienie pracy serca, poprzez złożenie dwóch sekwencji obrazów USG

Ultrasonografia (USG) wykorzystuje ultradźwięki do tworzenia wizualizacji badanego organizmu. Korzysta ona ze zjawiska odbicia i rozpraszania się fali dźwiękowej na granicy ośrodków. Wykorzystuje zjawiska rozchodzenia się, rozpraszania i odbijania fal ultradźwiękowych na granicy ośrodków. Stosowana jest przede wszystkim do określania rozmiarów, lokalizacji i głębokości usytuowania względem powierzchni ciała badanych narządów. Jedynym jej ograniczeniem jest stosowanie jej tylko do tkanek miękkich złożonych w dużej mierze z wody, dobrego przewodnika fal ultradźwiękowych.
Jedna z popularniejszych metod obrazowania stosowana od lat 60. XX wieku. Jest to jedna z tańszych i częściej stosowanych metod obrazowania. Swoją popularność osiągnęła dzięki ogólnej dostępności i niewielkiemu kosztowi przeprowadzenia. Z powodu nieinwazyjności i braku skutków ubocznych tej techniki, jest ona stosowana podczas badań prenatalnych. Pierwszym klinicznym zastosowaniem USG była diagnostyką płodu. Kolejną ważną zaletą tej metody jest to, że pozwala ona na otrzymywanie wizualizacji w czasie rzeczywistym. Możliwość obserwacji w czasie rzeczywistym oraz natychmiastowa możliwość diagnozowania również znacząco wpłynęły na popularność tej metody obrazowania.
Obecnie istnieje wiele zastosowań i odmian badania ultrasonograficznego, m.in. możliwość przedstawienia wyniku badania USG w trójwymiarze poprzez połączenie kilku sekwencji obrazów. Jednym z zastosowań USG jest USG dopplerowskie.

### Tomografia rezonansu magnetycznego (MRI)

Seria zdjęć z rezonansu magnetycznego mózgu (płaszczyzna poprzeczna, strzałkowa i czołowa)

Obecnie wykorzystanie rezonansu magnetycznego jest coraz powszechniejsze w praktyce klinicznej. W ostatnim dziesięcioleciu jakość obrazu otrzymywanego w czasie badania uległa znaczącej poprawie, dzięki czemu rezonans magnetyczny stał się doskonałym uzupełnieniem diagnostyki w wielu dziedzinach medycyny. Zastosowania MRI stały się metodą z wyboru w nieinwazyjnej diagnostyce obrazowej nie tylko serca.

## Wspomaganie radiologii i diagnostyki obrazowej
Wspomaganie obrazowej diagnostyki metodami komputerami jest ściśle związane ze sztuczną inteligencją. Łączy je przede wszystkim wykorzystanie wielu wspólnych metod analizy danych, algorytmów przetwarzania danych czy detekcji i klasyfikacji informacji. Istotnym jest jeszcze wykorzystanie teorii przetwarzania obrazów czy zapewnienie narzędzi do ekstrakcji informacji i modelowania percepcji zmian w obrazach. Ważne jest także wykorzystanie wiedzy z zakresu medycyny, procesu interpretacji obrazów i weryfikacji ocen w niepowtarzalnych warunkach.
Przykłady zastosowań wspomagania komputerowego w medycynie:
- inteligentne wspomaganie decyzji: diagnozy medyczne, zalecenia dodatkowych testów, decyzje w nagłych przypadkach
- klasyﬁkacja struktur: rozpoznawanie symptomów, klasyﬁkacja stanu zdrowia, zachowań człowieka, sensu wypowiedzi
- kontrola: sprawdzanie dawek leków, możliwych interakcji leków, potencjalnych przeciwwskazań
- planowanie: terapii, diety, optymalizacja działań w trakcie jej przebiegu
- sterowanie: urządzeń podtrzymujących funkcje życiowe, monitorowanie stanu pacjenta i ostrzeganie w sytuacjach kryzysowych
- analiza obrazów: rozpoznawanie i interpretacja obrazów z aparatury medycznej, kontrola jakości obrazu
- detekcja regularności: wykrywanie niebezpiecznych symptomów w sygnałach EKG, EEG i innych
- separacja sygnałów z wielu źródeł: oczyszczanie obrazów z szumów, ﬁltracja sygnałów elektrycznych (np. mrugania powiek z EEG)
- prognozowanie: rozwoju choroby
- gry strategiczne: uczenie się na błędach w symulowanej rzeczywistości
- szukanie wiedzy w medycznych bazach danych, wniosków z obserwacji, inteligentne szukanie informacji (szukanie semantyczne)
- selekcja cech: na co warto zwrócić uwagę
- redukcja wymiarowości problemu, możliwości oglądania danych w relacji do innych
- optymalizacja wielokryterialna i optymalne spełnianie ograniczeń
- zrozumienie umysłu: doświadczeń psychologicznych, sposobu rozumowania i kategoryzacji, poruszania się i planowania, procesów uczenia - przydatne każdemu
- opieka pooperacyjna (wymaga dużego doświadczenia), wspomaganie decyzji na podstawie monitorowania symptomów i obserwacji oczekiwanych zmian
- określenie składu pozajelitowego odżywiania noworodków na oddziałach intensywnej opieki (system ekspertowy)
- zarządzanie systemem sztucznego oddychania dla oddziałów intensywnej opieki (system ekspertowy).

## Kierunki rozwoju
Istnieją cztery zasadnicze grupy rozwoju obrazowania:
- doskonalenie jakości obrazu, czyli rozdzielczości – dzięki bardzo dobrej rozdzielczości liniowej obrazu możemy wykryć zmiany, które dotychczas, szczególnie w starszego typu aparatach mogły być przeoczone, niewykazane,
- środki kontrastowe – preparaty nowej generacji, zupełnie nieszkodliwe i bezpieczne dla pacjenta,
- badania dynamiczne, czyli badania, które określają przepływ krwi w określonych zmianach chorobowych – po rodzaju tego przepływu możemy stwierdzić, czy jest to zmiana nowotworowa, zapalna, czy niedokrwienna,
- poprawienie swoistości tkankowej.